# Rhododendron codonanthum
Rhododendron codonanthum là một loài thực vật có hoa trong họ Thạch nam. Loài này được Balf. f. & Forrest miêu tả khoa học đầu tiên năm 1922.